# Інішева
Іні́шева (рос. Инишева) — присілок у складі Байкаловського району Свердловської області. Входить до складу Байкаловського сільського поселення.
Населення — 47 осіб (2010, 76 у 2002).
Національний склад населення станом на 2002 рік: росіяни — 99 %.